# Rederi Ab Sally
Rederi Ab Sally var ett åländskt rederi med säte i Mariehamn.
Bolaget grundades 1937 av Algot Johansson och utvecklades till ett av Finlands största rederier, med både tankfartyg och bilfärjor inom Viking Line. I mitten av 1980-talet hamnade bolaget i ekonomiska svårigheter och tvingades avyttra en stor del av sin flotta. År 1986 övertogs Rederi Ab Sally av Effoa (numera Oy Silja Ab), som avvecklade den återstående verksamheten.